# Ashlett
Ashlett est un petit village du Hampshire, en Angleterre. Il fait partie de la paroisse civile de  Fawley. Il se trouve au bout du ruisseau Ashlett, un bras de mer de la Southampton Water. Ashlett est connu pour avoir un moulin à marée bien conservé (actuellement y siège un club de voile), à côté d’une cale de halage et d’un débarcadère gratuits. Bien que la crique ne soit accessible qu'à marée haute, le moulin historique et le débarcadère gratuit en font une destination prisée par les amateurs de dériveurs des environs de la Southampton Water.

## Ashlett Creek
Ashlett est un ruisseau naturel, situé sur une voie menant au village de  Fawley.
Au début du XXe siècle, des navires de 100, voire 150 tonneaux, ont été amenés ici à marée haute et déchargés à Victoria Quay.
Le quai a été très utilisé pour apporter des matériaux de construction lorsque la première raffinerie a été construite à Fawley, dans les années 1920.
Un pub à Ashlett s'appelle le Jolly Sailor (Joyeux marin).

## Ashlett Mill
Ashlett Mill est un bâtiment en brique avec un toit mansardé en mosaïque.
Il a été construit en 1816, en remplacement d'un ancien moulin.
Il fait maintenant office de club de réunion, de siège pour le club du Waterside Sports and Social Club et du Ashlett Sailing Club.

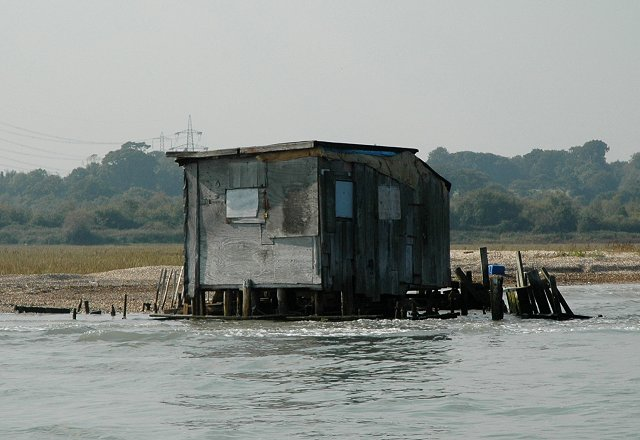
Poste d'observation des oiseaux marins.
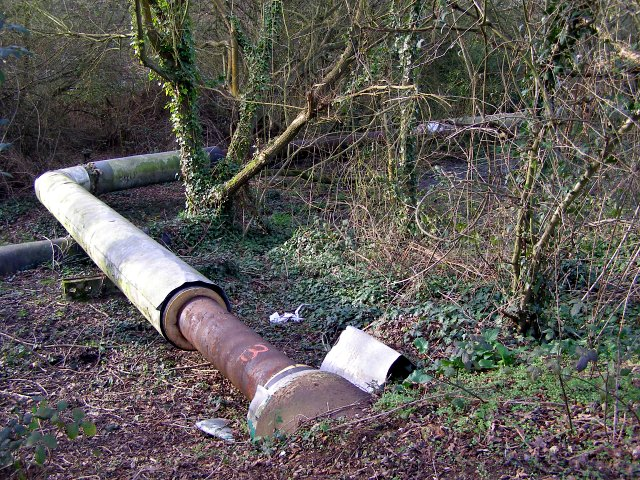
Voie d'alimentation de la centrale de Fawley.
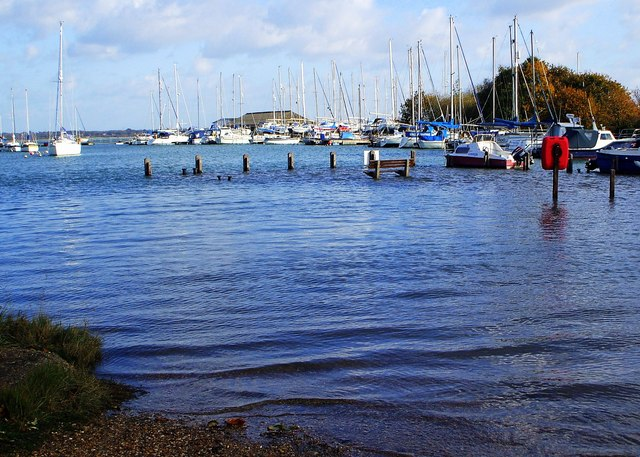
Marée haute à Aslett Creek.
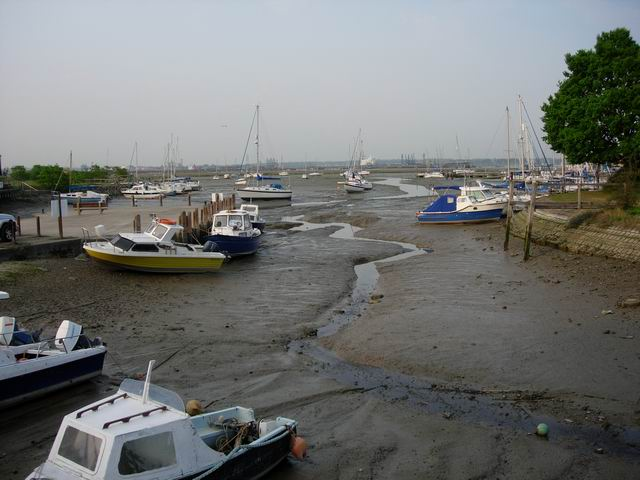
Marée basse, zone d'échouage.

## Administration
Le hameau d'Ashlett fait partie de la paroisse civile de  Fawley et des  wards (circonscriptions du Royaume-Uni) de Wawley, Blackfield et Langley. Il dépend du conseil de  New Forest.